# شوتو كوجيما
شوتو كوجيما (باليابانية: 小島 秀仁) (30 يوليو 1992 في نوغي في اليابان – )؛ هو لاعب كرة قدم ياباني سابق كان يلعب كلاعب وسط.

## وصلات خارجية
- شوتو كوجيما على موقع الاتحاد الدولي لألعاب القوى (الإنجليزية)
- شوتو كوجيما على موقع الاتحاد الدولي (مؤرشف)  (الإنجليزية)
- شوتو كوجيما على موقع رابطة كرة القدم اليابانية للمحترفين (اليابانية)
- شوتو كوجيما على موقع قاعدة بيانات كرة القدم.إي يو (الإنجليزية)
- شوتو كوجيما على موقع Soccerway.com (الإنجليزية)
- شوتو كوجيما على موقع عالم كرة القدم.نت (الإنجليزية)
- شوتو كوجيما على موقع كووورة